# Björkekinds, Östkinds, Lösings, Bråbo och Memmings domsagas valkrets
Björkekinds, Östkinds, Lösings, Bråbo och Memmings domsagas valkrets var vid riksdagsvalen till andra kammaren 1866–1908 en egen valkrets med ett mandat. Valkretsen, som omfattade häraderna med samma namn, avskaffades inför valet 1911 och uppgick i Östergötlands läns norra valkrets.

## Riksdagsmän
- Carl Lönnberg, min 1867–1868, nylib 1869 (1867–1869)
- Charles Piper, lmp (1870–1872)
- Isaac Asklöf, lmp (1873–1884)
- Christian Ekeborgh, lmp 1885–1887, nya lmp 1888–1890 (1885–1890)
- John Örwall, nya lmp (1891)
- Carl Rydberg, nya lmp 1892–1894, lmp 1895–1899 (1892–1899)
- Wilhelm Andersson, lmp 1900–1905, nfr 1906 (1900–1911)

## Valresultat

### 1896
| Andrakammarvalet i Sverige 1896: Björkekinds, Östkinds, Lösings, Bråbo och Memmings domsagas valkrets | Andrakammarvalet i Sverige 1896: Björkekinds, Östkinds, Lösings, Bråbo och Memmings domsagas valkrets | Andrakammarvalet i Sverige 1896: Björkekinds, Östkinds, Lösings, Bråbo och Memmings domsagas valkrets | Andrakammarvalet i Sverige 1896: Björkekinds, Östkinds, Lösings, Bråbo och Memmings domsagas valkrets | Andrakammarvalet i Sverige 1896: Björkekinds, Östkinds, Lösings, Bråbo och Memmings domsagas valkrets |
| Kandidat                                                                                              | Kandidat                                                                                              | Röster                                                                                                | Röster                                                                                                | Röster                                                                                                |
| Kandidat                                                                                              | Kandidat                                                                                              | Antal                                                                                                 | % | +− %                                                                                                  |
| --- | --- | --- | --- | --- |
| | Carl Rydberg                                                                                          | 453                                                                                                   | 58,3                                                                                                  | |
| | A.J. Eriksson i Skärblacka                                                                            | 201                                                                                                   | 25,9                                                                                                  | |
| | Wilhelm Andersson                                                                                     | 122                                                                                                   | 15,7                                                                                                  | |
| | Övriga kandidater                                                                                     | 1 | 0,1                                                                                                   | — |
| Antal giltiga röster                                                                                  | Antal giltiga röster                                                                                  | 777                                                                                                   | | |
| Kasserade röster                                                                                      | Kasserade röster                                                                                      | 6 | | |
| Antal giltiga röster                                                                                  | Antal giltiga röster                                                                                  | 783                                                                                                   | | |

Valdeltagandet var 59,8%.

### 1899
| Andrakammarvalet i Sverige 1899: Björkekinds, Östkinds, Lösings, Bråbo och Memmings domsagas valkrets | Andrakammarvalet i Sverige 1899: Björkekinds, Östkinds, Lösings, Bråbo och Memmings domsagas valkrets | Andrakammarvalet i Sverige 1899: Björkekinds, Östkinds, Lösings, Bråbo och Memmings domsagas valkrets | Andrakammarvalet i Sverige 1899: Björkekinds, Östkinds, Lösings, Bråbo och Memmings domsagas valkrets | Andrakammarvalet i Sverige 1899: Björkekinds, Östkinds, Lösings, Bråbo och Memmings domsagas valkrets |
| Kandidat                                                                                              | Kandidat                                                                                              | Röster                                                                                                | Röster                                                                                                | Röster                                                                                                |
| Kandidat                                                                                              | Kandidat                                                                                              | Antal                                                                                                 | % | +− %                                                                                                  |
| --- | --- | --- | --- | --- |
| | Wilhelm Andersson                                                                                     | 355                                                                                                   | 50,0                                                                                                  | ▲34,3%                                                                                                |
| | Carl Rydberg                                                                                          | 323                                                                                                   | 45,6                                                                                                  | ▼12,7%                                                                                                |
| | G. Botvidsson på Vittinge                                                                             | 26 | 3,7                                                                                                   | |
| | Övriga kandidater                                                                                     | 5 | 0,7                                                                                                   | — |
| Antal giltiga röster                                                                                  | Antal giltiga röster                                                                                  | 709                                                                                                   | | |
| Kasserade röster                                                                                      | Kasserade röster                                                                                      | 2 | | |
| Antal giltiga röster                                                                                  | Antal giltiga röster                                                                                  | 711                                                                                                   | | |

Valet ägde rum den 20 augusti 1899. Valdeltagandet var 52,1%.

### 1902
| Andrakammarvalet i Sverige 1902: Björkekinds, Östkinds, Lösings, Bråbo och Memmings domsagas valkrets | Andrakammarvalet i Sverige 1902: Björkekinds, Östkinds, Lösings, Bråbo och Memmings domsagas valkrets | Andrakammarvalet i Sverige 1902: Björkekinds, Östkinds, Lösings, Bråbo och Memmings domsagas valkrets | Andrakammarvalet i Sverige 1902: Björkekinds, Östkinds, Lösings, Bråbo och Memmings domsagas valkrets | Andrakammarvalet i Sverige 1902: Björkekinds, Östkinds, Lösings, Bråbo och Memmings domsagas valkrets |
| Kandidat                                                                                              | Kandidat                                                                                              | Röster                                                                                                | Röster                                                                                                | Röster                                                                                                |
| Kandidat                                                                                              | Kandidat                                                                                              | Antal                                                                                                 | % | +− %                                                                                                  |
| --- | --- | --- | --- | --- |
| | Wilhelm Andersson                                                                                     | 393                                                                                                   | 54,7                                                                                                  | ▲4,7%                                                                                                 |
| | O. Hagberg i Brestad                                                                                  | 323                                                                                                   | 44,9                                                                                                  | |
| | Övriga kandidater                                                                                     | 3 | 0,4                                                                                                   | — |
| Antal giltiga röster                                                                                  | Antal giltiga röster                                                                                  | 719                                                                                                   | | |
| Kasserade röster                                                                                      | Kasserade röster                                                                                      | 3 | | |
| Antal giltiga röster                                                                                  | Antal giltiga röster                                                                                  | 722                                                                                                   | | |

Valet ägde rum den 7 september 1902. Valdeltagandet var 45,6%.

### 1905
| Andrakammarvalet i Sverige 1905: Björkekinds, Östkinds, Lösings, Bråbo och Memmings domsagas valkrets | Andrakammarvalet i Sverige 1905: Björkekinds, Östkinds, Lösings, Bråbo och Memmings domsagas valkrets | Andrakammarvalet i Sverige 1905: Björkekinds, Östkinds, Lösings, Bråbo och Memmings domsagas valkrets | Andrakammarvalet i Sverige 1905: Björkekinds, Östkinds, Lösings, Bråbo och Memmings domsagas valkrets | Andrakammarvalet i Sverige 1905: Björkekinds, Östkinds, Lösings, Bråbo och Memmings domsagas valkrets |
| Kandidat                                                                                              | Kandidat                                                                                              | Röster                                                                                                | Röster                                                                                                | Röster                                                                                                |
| Kandidat                                                                                              | Kandidat                                                                                              | Antal                                                                                                 | % | +− %                                                                                                  |
| --- | --- | --- | --- | --- |
| | Wilhelm Andersson                                                                                     | 799                                                                                                   | 65,9                                                                                                  | ▲11,2%                                                                                                |
| | E.A.V. Ljungberg                                                                                      | 409                                                                                                   | 33,7                                                                                                  | |
| | Övriga kandidater                                                                                     | 5 | 0,4                                                                                                   | — |
| Antal giltiga röster                                                                                  | Antal giltiga röster                                                                                  | 1 213                                                                                                 | | |
| Kasserade röster                                                                                      | Kasserade röster                                                                                      | 1 | | |
| Antal giltiga röster                                                                                  | Antal giltiga röster                                                                                  | 1 214                                                                                                 | | |

Valet ägde rum den 10 september 1905. Valdeltagandet var 64,6%.

### 1908
| Andrakammarvalet i Sverige 1908: Björkekinds, Östkinds, Lösings, Bråbo och Memmings domsagas valkrets | Andrakammarvalet i Sverige 1908: Björkekinds, Östkinds, Lösings, Bråbo och Memmings domsagas valkrets | Andrakammarvalet i Sverige 1908: Björkekinds, Östkinds, Lösings, Bråbo och Memmings domsagas valkrets | Andrakammarvalet i Sverige 1908: Björkekinds, Östkinds, Lösings, Bråbo och Memmings domsagas valkrets | Andrakammarvalet i Sverige 1908: Björkekinds, Östkinds, Lösings, Bråbo och Memmings domsagas valkrets |
| Kandidat                                                                                              | Kandidat                                                                                              | Röster                                                                                                | Röster                                                                                                | Röster                                                                                                |
| Kandidat                                                                                              | Kandidat                                                                                              | Antal                                                                                                 | % | +− %                                                                                                  |
| --- | --- | --- | --- | --- |
| | Wilhelm Andersson (höger)                                                                             | 1 007                                                                                                 | 60,3                                                                                                  | ▼5,6%                                                                                                 |
| | Carl Johan Johansson (liberal)                                                                        | 661                                                                                                   | 39,6                                                                                                  | |
| | Övriga kandidater                                                                                     | 1 | 0,1                                                                                                   | — |
| Antal giltiga röster                                                                                  | Antal giltiga röster                                                                                  | 1 669                                                                                                 | | |
| Kasserade röster                                                                                      | Kasserade röster                                                                                      | 0 | | |
| Antal giltiga röster                                                                                  | Antal giltiga röster                                                                                  | 1 669                                                                                                 | | |

Valet ägde rum den 13 september 1908. Valdeltagandet var 72,7%.